# Писто
Писто (исп. pisto) — испанское (в частности, баскское) блюдо из томатов, лука, баклажанов или кабачков, зелёного и красного перца и оливкового масла. Оно похоже на рататуй и обычно подаётся теплым с яичницей и хлебом. Также оно используется в качестве начинки для пирога.
Это блюдо часто называют Писто манчего по месту его происхождения: оно пришло из исторической области Испании Ла-Манча. Pisto a la Bilbaína, родом из Бильбао, — это кабачки и зелёный перец в томатном соусе, иногда слегка перемешанные с яйцами.

## Другие значения
- В Мексике и на юго-востоке США «Писто» — сленговое название пива.
- В Гондурасе, Гватемале и Сальвадоре «Писто» — сленговое название денег.